# ML (프로그래밍 언어)
ML은 범용 프로그래밍 언어의 일종이다. 프로그래밍 언어 분야의 핵심 연구 성과들을 잘 반영하면서도 실용적인 언어로 알려져 있다. 특히, 안전한 타입 시스템을 갖추고 있어 프로그램을 실행하는 중에 나올 수 있는 타입 에러를 실행하기 전에 미리 모두 찾아준다. 힌들리-밀너(Hindley-Milner) 타입 추론 시스템을 구현하여 자바와 같은 길고 불편한 자료형(타입) 표기 없이도 변수들의 자료형을 추론할 수 있다.
ML은 하스켈과 같은 순수한 함수형 언어와 같이 함수가 자유롭게 사용될 수 있으면서도, 메모리 상태를 변화시키는 함수를 허용하는 함수형 프로그래밍 언어의 모습도 갖추고 있다. 이 때문에 함수형 언어이면서 순수하지 않은 함수형 언어로 분류한다.
그밖에 ML에는 이런 특징이 있다.
- 메모리 재활용(garbage collection)을 통해서 자동으로 메모리를 관리한다.
- 함수의 다형성(polymorphic functions)을 지원하여 타입과 상관 없이 실행할 수 있는 함수를 정의할 수 있다.
- 대수적 자료형(algebraic data type)을 지원하여 상위에서 자료구조를 표현할 수 있다.
- 값들의 패턴 매칭을 통해 간편하게 조건문을 만들 수 있다.
- 간단하고 강력한 예외 시스템으로 프로그램의 실행흐름을 편리하게 기획할 수 있다.

ML 프로그래밍 시스템은 다양한 종류가 있다. SML(Standard ML)과 Caml이 가장 널리 알려진 것이며, F# 등 다른 언어들도 존재한다. 한국에서 개발된 ML 프로그래밍 시스템으로는 KAIST에서 개발하였고 현재는 서울대에서 확장·관리하고 있는 nML이 있다.
ML의 기본 아이디어는 C#, 자바, 하스켈, 사이클론, 네멜레 등 많은 언어에 영향을 미쳤다.
ML은 주로 프로그래밍 언어의 실행기(interpreter)나 번역기(compiler), 프로그램 분석기 등을 개발하고 다루는 데 사용하지만, ML은 본래 범용 프로그래밍 언어이므로 생물정보학, 금융 전산망, P2P 클라이언트/서버 프로그램 등의 개발에도 사용한다.

## 예제

### ML 함수의 형태
함수형 프로그래밍의 Hello world라고 할 만한 것은 팩토리얼을 계산하는 코드이다. 순수 ML로는 다음과 같이 표현할 수 있다.
```
fun fac : (fn: int -> int) 0 = 1
 | fac n = n * fac (n-1);
```

이 코드는 팩토리얼을 기본적인 경우(base case)가 하나 있는 재귀 함수로 정의한 것이다. 수학 교과서에서 볼 수 있는 팩토리얼의 정의와 비슷하다. ML 코드는 문법과 계산방식의 측면에서 수학적 언어와 닮았다.
팩토리얼 함수의 첫 번째 줄은 이 함수의 자료형을 표시하는 부분이다. ML은 코드로부터 자동으로 변수와 함수의 자료형을 추론하므로 이 부분은 없어도 무방하다. 첫 번째 줄은 "함수 fac (fac)의 자료형은 (:) 정수에서 정수로 가는 (fn: int -> int) 함수이다." 와 같이 해석할 수 있다. 따라서 이 함수는 정수를 인자로 받아 또 다른 정수를 반환하는 함수이다.
자료형을 명시하는 부분을 제거하면 코드는 다음과 같이 간단해진다.
```
fun fac 0 = 1
 |  fac n = n * fac(n-1);
```

함수의 인자가 괄호로 둘러싸여 있지 않고 공백으로 구분되어 있음을 주목하라. 두 번째 줄은 ML의 또다른 중요한 특성인 패턴 매칭으로 이루어져 있다. 함수 fac은 인자가 0이면 1을 반환한다. 나머지 모든 경우에 대해서는 두 번째 줄을 실행하여 0에 도달할 때까지 fac을 재귀적으로 계속 호출한다.

## 같이 보기
- 표준 ML
- OCaml
- F 샤프